# Tronco (Chaves)
Tronco ist eine Gemeinde (Freguesia) im portugiesischen Kreis Chaves. In ihr leben 202 Einwohner (Stand 19. April 2021).

## Söhne und Töchter
- António Marto (* 1947), katholischer Kardinal und Bischof von Leiria-Fátima